# Pellaea flavescens
Pellaea flavescens là một loài dương xỉ trong họ Pteridaceae. Loài này được Fée mô tả khoa học đầu tiên năm 1869.